# Hoboken (New Jersey)
Hoboken is een stad in de Amerikaanse staat New Jersey (provincie Hudson). De stad ligt op de westoever van de rivier de Hudson, tegenover de borough Manhattan van New York, en maakt deel uit van de agglomeratie New York. Bij de volkstelling van de Verenigde Staten in 2010 had de stad een bevolkingsaantal van 50.005. De huidige burgemeester van Hoboken is Dawn Zimmer.

## Naamgeving
Hoewel de naam van de plaats dezelfde is als van het Antwerpse district Hoboken in België, is het onduidelijk of de naam daarvan afgeleid is. Een andere mogelijkheid is een oorspronkelijke naam voor het gebied, Hobocan Hacking, dat "Land van de tabakspijp" zou betekenen in de taal van de Lenape-indianen, die hier de steen voor hun pijpen vandaan haalden.

## Geschiedenis
Hoboken werd gesticht in 1804 en verwierf de stedelijke status op 9 april 1849.

### Eind 19de begin 20ste eeuw
Door het eindpunt van de Norddeutscher Lloyd- en de  Hamburg America-scheepslijnen vormden de Duitse migranten met ongeveer 25% de grootste bevolkingsgroep in Hoboken. De stad werd met haar typische Duitse kerken, bierhallen en sociale clubs ook "Little Bremen" genoemd. Ze speelde in de Eerste Wereldoorlog met haar haven een belangrijke rol in het transport van soldaten en materieel naar Europa. Vanaf dan verminderde de sterke Duitse aanwezigheid door anti-Duits gevoelens en maatregelen en na de oorlog nog verder door de instroom van Ieren, Italianen, Joegoslaven, latino's en Aziaten.

## Uitvindingen en premières
Hoboken wordt beschouwd als de locatie met de relatief hoogste historische innovatiegraad binnen de Verenigde Staten. Dit behelst zowel uitvindingen, patenten als technische premières.
- Honkbal (Base ball), al zijn er andere theorieën.[3]
- De koekjesversie van het ijshoorntje en ijsbekertje inclusief de gepatenteerde bakvormen.[4]
- Het Mallomars cakeje
- Het originele Oreo koekje[5]
- Stoommotoren[6]
- Marconi's eerste draadloze telefoon in de Hoboken’s DL&W Terminal[5]
- De ritssluiting[5]

Voor meer lees:  Hans, Jim (17 september 2005). 100 Hoboken Firsts. Hoboken Historical Museum. ISBN 978-0976852506.

## Plaatsen in de nabije omgeving
De onderstaande figuur toont nabijgelegen plaatsen in de staat New Jersey in een straal van 8 km rond Hoboken.

## Bijzonderheden
- In het computerspel Grand Theft Auto IV spelen de fictieve staat Alderney (gebaseerd op New Jersey) en de fictieve stad Alderney City (gebaseerd op Jersey City), en bijhorende wijken, een grote rol. Hoboken heet in het spel Berchem, meer dan waarschijnlijk afgeleid van de Antwerpse wijk Berchem in België naar analogie met Hoboken. De Oost-Vlaamse gemeente Kluisbergen heeft evenzeer Berchem als een van haar deelgemeenten.

## Geboren in Hoboken
- Alfred Stieglitz (1864-1946), fotograaf en promotor van de moderne kunst
- Alfred L. Kroeber (1876-1960), antropoloog
- Alfred Kinsey (1894-1956), seksuoloog en bioloog
- Dorothea Lange (1895-1965), fotografe
- Frank Sinatra (1915-1998), zanger en acteur
- Gordon Liddy (1930-2021), ambtenaar en radiopresentator; was betrokken bij het Watergateschandaal
- Joe Pantoliano (1951), acteur
- Pia Zadora (1954), actrice en zangeres
- Michael Chang (1972), tennisser